# Lijst van rijksmonumenten in Heukelum
De plaats Heukelum telt 13 inschrijvingen in het rijksmonumentenregister. Hieronder een overzicht.
| Object | Oorspronkelijke functie?  | Bouwjaar                                            | Architect | Locatie                       | Coördinaten?                 | Nr.?   | Afbeelding |
| --- | ------------------------- | --------------------------------------------------- | --------- | ----------------------------- | ---------------------------- | ------ | --- |
| Gepleisterde boerderij onder rieten zadeldak tussen puntgevels. Vensters met zesruitsschuiframen. Rechts een uitgebouwde kamer onder zadeldak, afgesloten door een puntgevel met vlechtingen. Stal onder pannen schilddak | Boerderij                 | 17e of 18e eeuw                                     |           | Groenewal 34                  | 51° 52' 21" NB, 5° 4' 34" OL | 21986  | Meer afbeeldingen |
| Nederlands Hervormde Kerk | Kerk en kerkonderdeel     | waarschijnlijk 15e eeuw (koor) 1728 (ingebruikname) |           | Torenstraat 1                 | 51° 52' 26" NB, 5° 4' 43" OL | 21988  | Meer afbeeldingen |
| Pand, bestaande uit begane-grond met hoog zadeldak tussen puntgevels met vlechtingen. In de gepleisterde voorgevel een sieranker en een deuromlijsting met pilasters en hoofdgestel. Gevelsteen                           | Werk-woonhuis             | 16e of 17e eeuw                                     |           | Torenstraat 2                 | 51° 52' 27" NB, 5° 4' 42" OL | 21989  | Meer afbeeldingen |
| De Oude Smidse | Nijverheid                | 18e eeuw                                            |           | Torenstraat 4                 | 51° 52' 27" NB, 5° 4' 41" OL | 21990  | Meer afbeeldingen |
| Pand, waarvan de benedenverdieping, boven de vensters uitgekraagde ontlastingsbogen op gebeeldhouwde maskerconsoles met Ionische kapitelen heeft                                                                          | Werk-woonhuis             | 17e eeuw                                            |           | Voorstraat 1                  | 51° 52' 28" NB, 5° 4' 43" OL | 21991  | Pand, waarvan de benedenverdieping, boven de vensters uitgekraagde ontlastingsbogen op gebeeldhouwde maskerconsoles met Ionische kapitelen heeft |
| Stadhuis | Bestuursgebouw en onderdl | 17e eeuw                                            |           | Voorstraat 2                  | 51° 52' 27" NB, 5° 4' 43" OL | 21992  | Meer afbeeldingen |
| Omwalling. Aan de zuidzijde van het stadje een fragment van de stadswal, ten dele bestaande uit een gemetselde keermuur. Rond een gedeelte van het stadje de stadsgracht                                                  | Omwalling                 |                                                     |           |                               | 51° 52' 24" NB, 5° 4' 47" OL | 21993  | Meer afbeeldingen |
| Boerderij onder afgewolfd rieten zadeldak, evenwijdig aan de dijk. In de huidige vorm eerste helft 19e eeuw, doch met ouder sierankers. Stal, loodrecht op het woongedeelte                                               | Boerderij                 | 17e eeuw                                            |           | Zuiderlingedijk 39            | 51° 51' 22" NB, 5° 2' 59" OL | 21994  | Meer afbeeldingen |
| Heukelum: hoofdgebouw | Kasteel, buitenplaats     | 1734 (herbouwd)                                     |           | Heidensweg 1                  | 51° 52' 41" NB, 5° 5' 25" OL | 512017 | Meer afbeeldingen |
| Heukelum: Historische tuin- en parkaanleg | Tuin, park en plantsoen   |                                                     |           | Heidensweg bij 1              | 51° 52' 39" NB, 5° 5' 18" OL | 512018 | Meer afbeeldingen |
| Heukelum: twee bouwhuizen | Bijgebouwen kastelen enz. | 1857 (gewijzigd)                                    |           | Heidensweg bij 1              | 51° 52' 41" NB, 5° 5' 25" OL | 512019 | Meer afbeeldingen |
| Heukelum: inrijhek | Tuin, park en plantsoen   | 18e eeuw                                            |           | Heidensweg bij 1              | 51° 52' 39" NB, 5° 5' 18" OL | 512020 | Meer afbeeldingen |
| Heukelum: ophaalbrug | Tuin, park en plantsoen   |                                                     |           | Heidensweg bij 1              | 51° 52' 39" NB, 5° 5' 18" OL | 512021 | Meer afbeeldingen |
| Nieuwe Hollandse Waterlinie Cluster 72 Tussenstelling Spijksche Veld: Granaatvrije betonnen schuilplaats met batterij / emplacement / aarden geschutsopstelling (Batterij aan de Broekse Sluis)                           | Fort, vesting en -onderdl | 1901                                                |           | Zuiderlingendijk tegenover 45 | 51° 51' 21" NB, 5° 2' 55" OL | 531882 | Meer afbeeldingen |
| Tussenstelling Spijksche Veld: Groepsschuilplaatsen type P | Bomvrij militair object   | 1913-1940                                           |           | Spijkse Kweldijk / Poelweg    | 51° 50' 48" NB, 5° 2' 45" OL | 531884 | Tussenstelling Spijksche Veld: Groepsschuilplaatsen type P                                                                                       |